# Avard Moncur
Avard Moncur, bahamski atlet, * 2. november 1978, Nassau, Bahami.
Moncurjevi paradni disciplini sta tek na 400 m in štafeta 4x400 m. Na Svetovnih prvenstvih je osvojil dve zlati kolajni, temu je dodal še olimpijsko srebro.

## Kariera
Moncur je že pri 21 letih postal svetovni prvak. Na Svetovnem prvenstvu 2001 v Edmontonu je slavil tako v teku 400 metrov kot v štafeti 4x400 m. Leto 2001 je bilo za njegovo kariero tudi najuspešnejše, saj se je odtlej le še enkrat prebil v posamični finale Svetovnega prvenstva, leta 2007 je v Osaki končal kot osmi.
Več lovorik je Moncur požel kot član bahamske štafete 4x400 m. Poleg že omenjenega štafetnega zlata iz leta 2001 je v tej disciplini osvojil še tri kolajne: bron leta 2003 v Parizu in dva srebra leta 2005 v Helsinkih in leta 2007 v Osaki.
Leta 2008 si je Moncur na Poletnih olimpijskih igrah v Pekingu pritekel srebrno kolajno v štafeti 4x400 m. S sotekmovalci Andrettijem Bainom, Michaelom Mathieujem, Andraejem Williamsom, Chrisom Brownom in Ramonom Millerjem je postavil časa 2:59.18 in 3:00.37, bahamska štafeta je s skupnim časom 5:59.55 zaostala le za Američani, ki so bili hitrejši za skoraj pet sekund (5:54.74).

## Osebni rekordi
Moncurjev dosežek na 400 m, 44.45, velja za rekord Bahamov. Na Svetovnem prvenstvu 2007 je ta čas izenačil Chris Brown, tako da si Moncur in Brown sedaj rekord delita.
| Disciplina      | Dosežek           | Prizorišče                | Datum         |
| --------------- | ----------------- | ------------------------- | ------------- |
| 200 m           | 20.89 (veter 1.8) | Athens, Georgia, ZDA      | 7. maj 2005   |
| 400 m           | 44.45             | Madrid, Španija           | 7. julij 2001 |
| 400 m z ovirami | 53.23             | Tallahassee, Florida, ZDA | 3. marec 2007 |

- Vir:[3]